# Anchorage
Anchorage är en stad och kommun i den amerikanska delstaten Alaska. Inom kommunens gränser bodde 291 826 invånare på en yta av 5 079,2 kvadratkilometer år 2010. Det innebär att drygt 40% av delstatens befolkning bor i kommunen. Själva staden hade 238 000 invånare på en yta av 204 km² år 2005. 

## Läge
Staden är belägen på 61,2° nordlig bredd i den centrala delen av delstaten vid Chickaloon Bay (ordet anchorage betyder ankarplats) ca 1 000 km väster om delstatens huvudstad Juneau. 

## Klimat
Stadens närhet till havet gör att klimatet inte blir lika kallt som i områden och städer på samma breddgrad i inlandet (somrarna är dock något svalare än i dessa områden, jfr. Fairbanks). Normalt är medeltemperaturen i januari -8°C (dagtid -5°C) och i juli 15°C (dagtid 19°C).

Visa eller redigera grafens rådata.

## Jordbävningar
Regionen är utsatt för jordbävningar, även om de låga byggnaderna inte är så känsliga. Den 27 mars 1964 orsakade ett jordskalv, det så kallade Långfredagsskalvet, flera dödsfall och stora skador vid stadens byggnader. Det räknas, med ett värde av 9,2 på Richterskalan, till USA:s kraftigaste jordbävning.

## Offentliga institutioner
I Anchorage finns två universitet, University of Alaska (sedan 1954) och Alaska Pacific University (sedan 1957). Alaskas enda operahus, New Alaska Operahouse, är sedan 1976 nedlagt. Idag är stadens mest kända byggnad City Hospital, ritat av Frank Lloyd Wright.
Militärbasen Joint Base Elmendorf–Richardson är belägen i staden.

## Kommunikationer

### Flygtrafik
Anchorage har en stor internationell flygplats, Ted Stevens Anchorage International Airport. Flyget är ett viktigt transportmedel, många gamla propellerplan som DC-3 flyger fortfarande kommersiellt i denna delstat.

### Järnväg
Anchorage ligger vid Alaskas enda järnvägslinje, Alaska Railroad.

### Vägar
Väg är det viktigaste transportsättet för kortare resor i Alaska. Det finns vägar norrut och österut men inte västerut.

## Vänorter
Anchorage har följande vänorter:
- Chitose, Japan
- Darwin, Northern Territory, Australien
- Incheon, Sydkorea
- Magadan, Ryssland
- Tromsø, Norge
- Whitby, Storbritannien